# Aptinus pyranaeus
Aptinus pyranaeus é uma espécie de carabídeo da tribo Brachinini, com distribuição restrita ao sudoeste da Europa.

## Distribuição
A espécie tem distribuição na Espanha, e França.